# А с Альоша сме приятели
„А с Альоша сме приятели“ е българска детска телевизионна новела от 1967 година по сценарий Генади Мамлин. Режисьор е Асен Траянов, а оператор Атанас Хитров, художник Методи Занов.

## Актьорски състав
| В главните роли        | Изпълнител            |
| ---------------------- | --------------------- |
| Альоша                 | Васил Ангелов         |
| Толя                   | Евгени Дамянов        |
| дядо Пеночкин          | Лео Конфорти          |
| Валентина              | Красимира Казанджиева |
| Веня Басов             | Светослав Пеев        |
| милиционерът Березайко | Димитър Манчев        |
| Вера, сестрата на Толя | Амелия Попова         |
|                        | Стоименка Манова      |